# Alerta de emergência à população

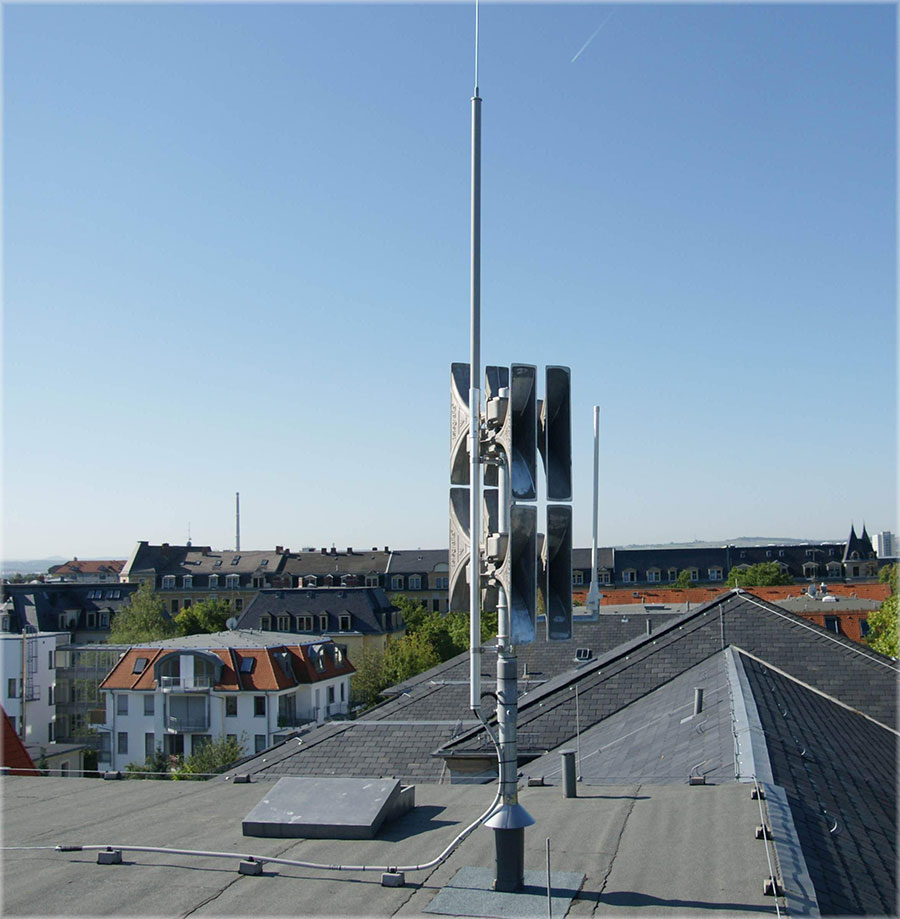
Sirene do sistema de alerta público em Dresden, Alemanha.

Um alerta de emergência à população é um método pelo qual autoridades locais, regionais ou nacionais podem contactar ou notificar membros da população para avisá-los sobre uma emergência iminente. Estes avisos podem ser necessários por vários motivos, incluindo:
- Emergências climáticas, como ciclones, inundações, tornados, avalanches e condições climáticas severas.
- Desastres geológicos, como terramotos, deslizamentos de terra, erupções vulcânicas e tsunamis.
- Desastres industriais, como libertação de gases tóxicos ou contaminação da água de rios.
- Desastres radiológicos, como um desastre numa central nuclear.
- Emergências médicas, como um surto de uma doença infecciosa de rápida evolução ou uma pandemia.
- Guerra, como ataques aéreos ou atos de terrorismo.
- Outros eventos, como fugas de prisões, sequestros de crianças ou falta de números de telefone de emergência.

São frequentemente disseminados durante eventos urgentes, como evacuações, ou quando se espera uma grave ameaça à vida.
Métodos de alerta comuns incluem sirenes, rádio, televisão, media locais, telemóvel, SMS e difusão celular.

## Requisitos
Para desenvolver um sistema de alerta de emergência eficaz, certas coisas são necessárias:[carece de fontes?]
- Um acordo sobre o que constitui uma emergência na área atendida pelo sistema. Isto varia de região para região, dependendo do clima local, geologia e outros fatores.
- Um acordo sobre quem pode iniciar um alerta. Em alguns países, todos os avisos são transmitidos por um único centro de comando, enquanto em outros países maiores, uma série de agências locais, regionais e nacionais podem ser autorizadas a iniciar avisos.
- Um sistema ou sistemas pelos quais a informação pode ser rapidamente transmitida à população. Incluindo o método e a tecnologia utilizados.
- Um programa educacional para ensinar o público em geral como reconhecer um alerta ou o que fazer se um aviso for transmitido.

## Programa das Nações Unidas
Sistema de alerta precoce é o termo que o Programa Internacional de Alerta Precoce, coordenado pelas Nações Unidas, usa para todos os sistemas usados para enviar alertas de emergência à população. (IEWP 2007)[carece de fontes?]
O Programa das Nações Unidas para o Desenvolvimento utiliza o Sistema de Notificação de Emergência Send Word Now para alertar a sua equipa em todo o mundo quando surge uma situação urgente.[carece de fontes?]

## Métodos por país

### Austrália
O Sinal de Alerta de Emergência Padrão foi adotado originalmente pelo Bureau de Meteorologia na década de 1970 para alertas de ciclones tropicais. Tornou-se um sinal de alerta de emergência nacional padrão em 1995. Pode ser transmitido por rádio, televisão, chamadas telefónicas automatizadas e, em alguns lugares, por sistemas de som públicos em caso de incêndio florestal, inundação, ciclone, tsunami, terremoto ou ataque terrorista.[carece de fontes?]

### Japão
O sistema J-Alert, lançado em 2007, tem como objetivo permitir que autoridades governamentais se dirijam à população diretamente por meio de altifalantes. O objetivo é cobrir terramotos, tsunamis, vulcões e emergências militares.[carece de fontes?]
O sistema de alerta precoce de terramotos é operado pela Agência Meteorológica do Japão (AMJ). O sistema é capaz de emitir avisos alguns segundos antes que as ondas S possam-se propagar para locais distantes. Os avisos são transmitidos por estações de rádio e televisão, e equipamentos compatíveis podem ligar automaticamente ao receber uma mensagem. A capacidade EEW também é necessária para todos os telemóveis nacionais vendidos após 2007.[carece de fontes?]
A AMJ também emite alertas sobre ciclones tropicais no oeste do Oceano Pacífico.[carece de fontes?]